# Pinta (maladie)
Pour les articles homonymes, voir Pinta.
 Mise en garde médicale
La Pinta ou « caraté » est une tréponématose, une maladie tropicale chronique de la peau causée par le  spirochète Treponema carateum. Elle atteint les enfants et adolescents des régions tropicales et forestières d'Amérique Centrale et d'Amérique du Sud.
C'est une affection relativement bénigne, entraînant uniquement des lésions cutanées, d'abord inflammatoires puis dyschromiques. 
Le diagnostic est clinique et sérologique.
Le traitement repose sur les antibiotiques tels que la pénicilline, la tétracycline ou le chloramphénicol.
La Pinta a le code A67 selon la liste de codes CIM-10 (liste des maladies).